# Sharad Malhotra

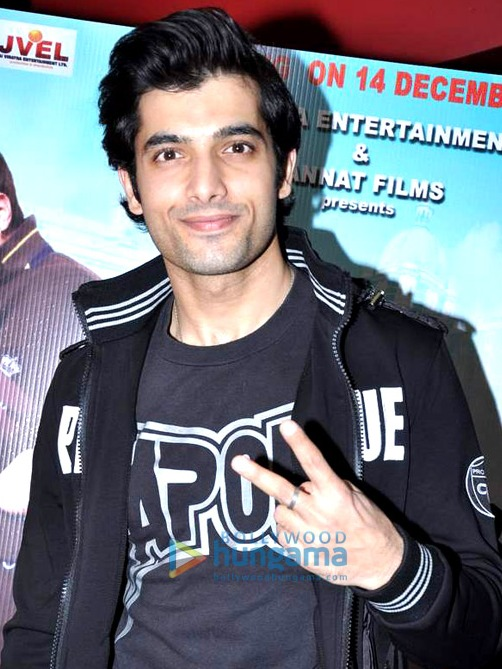
Sharad Malhotra, 2015

Sharad Malhotra (* 9. Januar 1983 in Mumbai) ist ein indischer Schauspieler. Er spielt in der Seifenoper Banoo Main Teri Dulhann.

## Leben
Er wurde, ebenso wie der Co-Star der Serie, Divyanka Tripathi, durch Zee's Cine Star ki Khoj entdeckt. Er trat  in der Reality-Show Kabhie To Nazar Milao auf. In Banoo Main Teri Dulhann spielte er zuerst Sagar Partap Singh, dann Amar Shivdhar Upadhyay.

## Filmografie

### Filme
- 2012: From Sydney with Love
- 2016: My Father, Godfather (Fernsehfilm)
- 2016: 1:13:7 Ek Tera Saath
- 2018: She’s D One (Kurzfilm)
- 2020: Pasta (Kurzfilm)
- 2022: The Hindu Boy (Kurzfilm)
- 2025: Ek Anjaan Rishtey ka Guilt 4

### Serien
- 2004–2005: Princess Dollie Aur Uska Magic Bag (Fernsehserie, Episoden unbekannt)
- 2004: Rooh (Fernsehserie, Episode 1x26)
- 2006–2009: Banoo Main Teri Dulhann (Fernsehserie, 700 Episoden)
- 2014–2015: Bharat Ka Veer Putra – Maharana Pratap (Fernsehserie, 537 Episoden)
- 2015: Vaibhav Chauhan (Fernsehserie, Episoden unbekannt)
- 2016–2018: Kasam Teri Pyaar Ki (Fernsehserie, 623 Episoden)
- 2018–2020: Muskaan (Fernsehserie, 499 Episoden)
- 2020: Kashmakash: Kya Sahi Kya Galat (Miniserie, Episode 1x02)
- 2020–2021: Naagin (Fernsehserie, 48 Episoden)
- 2021: Shapath Bhalobashar (Fernsehserie, Episoden unbekannt)
- 2021–2022: Vidrohi (Fernsehserie, 76 Episoden)
- 2022: Butterflies (Miniserie, 2 Episoden)
- 2022: Ratri Ke Yatri (Fernsehserie, Episode 2x05)
- 2022: Ratri Ke Yatri 2 (Fernsehserie, Episoden unbekannt)
- 2023: Honey Trap Squad (Fernsehserie, Episode 1x01)